# Francesco Ferdinando Sanseverino
Francesco Ferdinando Sanseverino (Maratea, 25 februari 1723 - 31 maart 1793) was een edelman en prelaat in het koninkrijk Napels en Sicilië. Hij was achtereenvolgens bisschop van Alife (1770-1776) op Sicilië en aartsbisschop gecombineerd van zowel Palermo als Monreale (1776-1793). Als aartsbisschop van Palermo droeg hij de titel van primaat van het koninkrijk Sicilië.
Hij was kortstondig president van Sicilië en kapitein-generaal van het koninkrijk Sicilië (1784-1786).

## Levensloop
Hij behoorde tot de adellijke familie Sanseverino in het koninkrijk Napels. Als jongeman trad hij binnen in de congregatie van de Pii Operai of Vrome Werklieden. Deze congregatie van priesters bestond in Napels sinds de jaren 1600. Hij werd er tot priester van de Vrome Werklieden gewijd in het jaar 1747. Hij verhuisde naar Rome waar hij vanaf 1750 adviseur was bij de Heilige Congregatie voor de Riten. 

### Bisschop van Alife
In 1770 benoemde paus Clemens XIV hem tot bisschop van Alife, in het koninkrijk Sicilië. Sanseverino was de neef van de twee vorige bisschoppen van Alife. Toen Clemens XIV de bul ondertekende, werd verhaald dat Clemens XIV zich luidop afvroeg hoeveel Sanseverino’s er nog in Napels woonden die nog bisschop van Alife gingen worden. Sanseverino werd in Rome tot bisschop gewijd door kardinaal Hendrik Benedictus Stuart, broer van Bonnie Prince Charles (1770).
Van 1774 tot 1775 verbleef Sanseverino niet in Alife maar in Rome. Hij was er op geheime missie bij paus Clemens XIV. De paus, de onderkoning van Sicilië en Sanseverino bedachten een plan om het aartsbisdom Monreale droog te leggen. Het aartsbisdom Palermo had namelijk geld nodig om de vloot van de onderkoning alsook de Pauselijke marine te bekostigen. Het rijke Monreale moest dit geld aan Palermo overdragen. Hiertoe besliste paus Pius VI, Clemens’ opvolger, dat beide aartsbisdommen moesten samengevoegd worden (1775). Dit gebeurde met het pauselijk decreet Aeque principaliter. Dit decreet bepaalde expliciet dat alle fondsen van het aartsbisdom Monreale moesten dienen om de piraten te bestrijden in de Tyrreense Zee.

### Aartsbisschop van Palermo & Monreale
Een jaar na de fusie van beide aartsbisdommen werd Sanseverino bevorderd tot aartsbisschop van Palermo en Monreale (1776). Koning Ferdinand III van Sicilië keurde deze topbevordering in de Roomse Kerk van Sicilië goed. Voor het kerkelijk bestuur van de twee aartsbisdommen stelde Sanseverino kanunnik Ciafaglione aan als vicaris-generaal. Sanseverino trok vervolgens de vergunningen in van alle priester-predikers en biechtvaders in Monreale. Sanseverino zocht zo veel mogelijk verbeurdverklaringen te bereiken van de Roomse geestelijkheid in Monreale. 
Sanseverino had de handen vrij om Sicilië politiek en militair te besturen. Tijdens de afwezigheid van onderkoning Domenico Caracciolo, markies van Villamaina (1715-1789), stelde koning Ferdinand III Sanseverino aan als interim-bestuurder. Sanseverino werd belast met het presidentschap van Sicilië, het hoogste politieke ambt, en met de graad van kapitein-generaal van de Siciliaanse troepen, het hoogste militaire ambt. Zo bestuurde Sanseverino twee jaar lang Sicilië (1784-1786), tot markies Caracciolo de functie van onderkoning opnieuw opnam.
Wat het kerkelijk bestuur van Sanseverino betrof, hij deelde aalmoezen uit in het hongerige Palermo. Vrouwen die in de armoedige volksbuurten zich prostitueerden, bracht hij onder in een instituut, waar hij betaalde voor kost, inwoon en vuur. Hij liet toe dat het priesterseminarie onderdak vond in zijn aartsbisschoppelijk paleis.
In de kathedraal van Monreale benoemde Sanseverino zestien kanunniken die hem gunstig gezind waren.
Na zijn dood kreeg Sanseverino een praalgraf in de kathedraal van Palermo.